# Björlanda
Björlanda is een plaats in de gemeente Göteborg in het landschap Bohuslän en de provincie Västra Götalands län in Zweden. De plaats heeft 524 inwoners (2005) en een oppervlakte van 88 hectare. De plaats grenst aan het Kattegat en er is een redelijk grote jachthaven bij de plaats. De stad Göteborg ligt ongeveer vijf kilometer ten oosten van het dorp.